# Cugini carnali
Cugini carnali è un film del 1974 diretto da Sergio Martino.
La pellicola rientra nel filone della commedia sexy all'italiana.

## Trama
Il sedicenne Nico D'Altamura è il timido figlio di un rigido preside di liceo in un paesino del Salento. Un giorno arriva da loro la cugina Sonia, venuta da Roma per le vacanze estive e per ricevere dallo zio ripetizioni di latino e greco. Timido e introverso, Nico subisce, da parte della ragazza, cresciuta in città e molto più aperta e disinibita, un'opera di continua seduzione.
Provate tutte le armi, compresa quella della gelosia, Sonia, poco prima di ripartire per Roma, ricorre a uno stratagemma per allontanare gli zii e restare sola con Nico il quale, trovato finalmente il coraggio, ha la sua prima esperienza amorosa.

## Produzione

### Riprese
È stato girato principalmente nel Salento: in particolare a Lecce, Uggiano la Chiesa (Chiesa Santa Maria), Nardò (piazza Salandra) e Porto Cesareo (spiaggia Torre Lapillo), con riprese anche in Terra di Bari: in agro di Conversano (Castello Marchione) e di Monòpoli (Masseria Spina Grande) e in altre località della Puglia.

## Distribuzione
Distribuito dalla Interfilm il 7 marzo 1974. Il doppiaggio è stato eseguito presso gli studi Imprecom con la collaborazione della CD. La colonna sonora è composta da Claudio Mattone.

## Accoglienza

### Critica
Nel corso degli anni questa pellicola di Martino si è guadagnata critiche contrastanti. Si passa da «mediocre commediaccia sexy» a «opera misconosciuta, ma di magistrale bellezza».
Secondo il giudizio di Manlio Gomarasca: «Scritto dallo stesso Martino (che garantisce di averlo arricchito con una serie di riferimenti alla propria adolescenza) [...], il film, girato con saldo mestiere e gusto nella giusta mistura degli elementi, scade però proprio nella figura dell'adolescente scelta per interpretare la cugina: l'americana Susan Player, bella ma troppo algida per una storia così visceralmente mediterranea.»
Lo stesso regista successivamente si dichiarò insoddisfatto della protagonista: "La scelsi dopo aver visto alcune sue fotografie, ma quando la vidi mi deluse. Come tutte le americane sembrava lavata in lavatrice" (dal Dizionario dei film italiani stracult di Marco Giusti).